# Encasement
 (décembre 2024).
Si vous disposez d'ouvrages ou d'articles de référence ou si vous connaissez des sites web de qualité traitant du thème abordé ici, merci de compléter l'article en donnant les références utiles à sa vérifiabilité et en les liant à la section « Notes et références ».

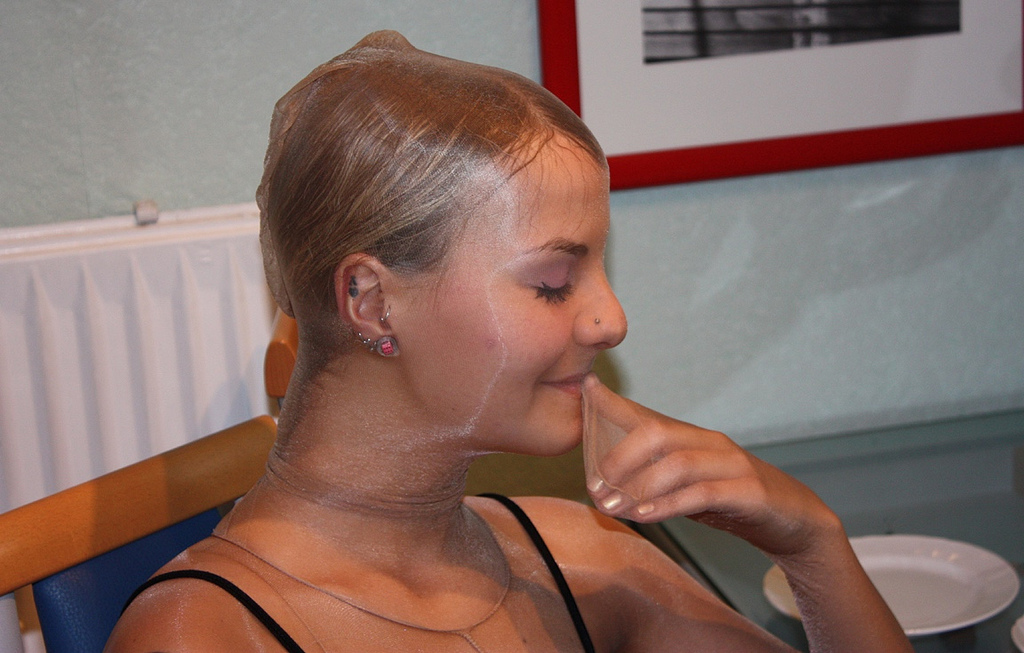
Personne pratiquant l'encasement : son visage est couvert par un collant.

Une femme totalement emballée de la tête jusqu'au pieds avec des collants en mode encasement.

L'encasement (mot anglais signifiant « gainage, enrobage ») est une pratique relevant du fétichisme sexuel, en particulier du fétichisme vestimentaire. Il consiste à revêtir des textiles afin de recouvrir entièrement le corps.
L'encasement peut être lié à la claustrophilie, une paraphilie fondée sur l'enfermement dans des espaces confinés.
Les activités relatives à l'encasement incluent : 
- Le port de collants, collants de corps ou de bas nylon. La sensation recherchée est à la fois celle d'un contact de type « seconde peau » pour la personne qui revêt les collants, et celle du contact particulier du nylon pour le partenaire fétichiste[2].

- Dans le cadre du fétichisme du caoutchouc, l'immobilisation dans un sarcophage de latex.
- Le port d'un zentai.